# Terzan 7
Terzan 7 è un giovane ammasso globulare che si ritiene si sia originato nella Galassia Nana Ellittica del Sagittario (Sag DEG) a cui è fisicamente associato.

## Caratteristiche
Ha una metallicità relativamente elevata con Fe/H = -0,6 e un'età stimata in 7,5 miliardi di anni. 
Terzan 7 ha bassi livelli di nichel ([Ni/Fe] = -0,2) e questo supporta la sua appartenenza al sistema di Sag DEG, che ha una simile firma chimica.
Ha una ricca popolazione di vagabonde blu fortemente concentrate nella sua parte centrale, una distribuzione media di luminosità Mv = -5,05 e un raggio effettivo (Rh) di 6,5 pc.

## Scoperta
Terzan 7 era il più brillante dei sei ammassi globulari scoperti nel 1968 dall'astronomo turco-armeno Agop Terzan e compresa nell'omonimo catalogo.

## Ammassi globulari
Quasi tutti gli ammassi globulari dell'alone della Via Lattea si sono formati nell'intervallo di tempo tra 12 e 15 miliardi di anni fa. Anche il lontano NGC 2419 (~100 kpc dal centro galattico) ha un'età simile. Questo andamento si applica anche all'età degli ammassi trovati nella Grande Nube di Magellano e nella Galassia Nana della Fornace (~140 kpc dal centro galattico). Tuttavia alcuni ammassi globulari sembrano essere significativamente più giovani degli altri; tra questi sono inclusi Palomar 1, Palomar 3, Palomar 4, Palomar 12, Palomar 14, Ruprecht 106, IC 4499, Arp 2, Fornax 4 e Terzan 7.
In particolare quelli associati a Sag DEG sembrano essere di formazione più recente. I dati suggeriscono che tutti quelli presenti al di fuori dell'alone possono essersi originariamente formati come ammassi sferoidali nani.

## Gerarchia della formazione galattica
Un modello alternativo di gerarchia della formazione galattica ipotizza che una porzione, piuttosto vasta, degli ammassi globulari della Via Lattea si sia originariamente formata per accrezione di altre galassie nane sferoidali come Sag DEG. Il miglior candidato a questo proposito è Palomar 12.